# Moskiewski Uniwersytet Techniczny Łączności i Informatyki
Moskiewski Uniwersytet Techniczny Łączności i Informatyki (ros. Московский технический университет связи и информатики) – uczelnia w Rosji, kształcąca studentów w dziedzinie technologii informatycznych, radiotechniki, telekomunikacji i elektroniki.

## Dzieje
Uczelnia powstała w 1921 roku w Moskwie jako Instytut Łączności Ludowej im. Wadima Podbielskiego. Do 1992 r. Uniwersytet działał jako Moskiewski Instytut Łączności. W latach 1946—1988 nosił nazwę "Moskiewski Elektrotechniczny Instytut Łączności" (ros. Московский электротехнический институт связи). Obecnie uniwersytet jest członkiem Europejskiego Stowarzyszenia Edukacji Inżynierskiej (SEFI) i Międzynarodowego Związku Telekomunikacyjnego.

## Odznaczenia
- Order Czerwonego Sztandaru Pracy (1971)[3]

## Znani absolwenci i studenci
- Hamadoun Touré (ur. 1953) – malijski inżynier i menadżer, sekretarz generalny Międzynarodowego Związku Telekomunikacyjnego.
- Marat Gelman (ur. 1960) – rosyjski marszand
- Igor Markin (ur. 1967) – rosyjski przedsiębiorca i kolekcjoner sztuki